# 映画の殿堂
映画の殿堂（朝: 영화의전당）は大韓民国釜山広域市海雲台区のセンタムシティに所在する釜山国際映画祭専用の施設。

## 概要
映画の殿堂（別名：釜山シネマセンター）は釜山市が毎年開催されている釜山国際映画祭のメイン会場として使用され、2005年国際設計競技コンペでオーストリアのコープ・ヒンメルブラウの設計案が当選。その設計をもとに韓進重工業の施工、1678億ウォンの建設費を投じて、2011年に完成した。愛称はトゥレラウム。
開会式などが開かれるBIFF広場の上部にあるビックルーフは単独の屋根としては世界最大であり、ギネス世界記録にも掲載されている。
またBIFF事務局や韓国映像資料院釜山分院、映画の殿堂資料室、シネマテック釜山、釜山アジアフィルムアーカイブなどが併設されている。

## エピソード
こけら落としを兼ねた第16回釜山国際映画祭は雨天での開催となったが、屋内に雨漏りが起きた。映画の殿堂を施工した韓進重工業（現・HJ重工業）は雨漏りに対し「構造的欠陥ではないため、映画祭終了後に補修工事を行えば問題ない」とコメントした。